# Pierre Aublé
 (mars 2021).
Si vous disposez d'ouvrages ou d'articles de référence ou si vous connaissez des sites web de qualité traitant du thème abordé ici, merci de compléter l'article en donnant les références utiles à sa vérifiabilité et en les liant à la section « Notes et références ».
Pierre Simon Marie Aublé (né à Rhodes, le 12 février 1842 et mort à Saint-Raphaël le 8 janvier 1925), est un architecte français.

## Biographie
Pierre Aublé est né à Rhodes dans une famille du Lyonnais ; il dut apprendre le français par son père, le grec par sa mère, et le turc par son environnement. Il poursuit sa scolarité puis ses études en France : après un échec à Normale et à l’X, il suit finalement les cours extérieurs des Ponts et Chaussées à Paris. Il tire de son éducation une solide culture scientifique, tout en développant un goût pour le dessin et les beaux-arts, résurgence possible de l’héritage de ses ancêtres dessinateurs, orfèvres et brodeurs. À 25 ans, il repart à Rhodes avec son épouse Marguerite Didier, où il s’occupe de l’affaire familiale : les activités de l’entreprise Aublé Frères (autour de la pêche des éponges) l’amènent peu à peu à parcourir les iles de l’archipel ottoman. Aublé rentre à Lyon en 1870 puis repart en Turquie en 1871, où il passe cinq ans et se spécialise comme ingénieur de chemins de fer, notamment au service de l’Empire ottoman. Cependant le marasme économique qui frappe l’Empire et la dégradation de la santé de sa belle-mère l’amènent à abandonner l’Orient en 1876 pour Lyon ; définitivement de retour en France, il y trouve un emploi car le réseau ferroviaire français est alors en pleine expansion. C’est à cette occasion que Félix Martin (maire de Saint-Raphaël de 1878 à 1895) le retrouve et l’invite à travailler sur la commune, pour réaliser des études pour le canal de l’Argens (qui ne verra jamais le jour). Émerveillé par la côte raphaéloise, Aublé décide en 1879 de s’y installer définitivement avec l’ensemble de ses collaborateurs.

### Activité à Saint-Raphaël
Outre la réalisation de la basilique Notre-Dame de la Victoire (1883-1887), ainsi nommée en hommage à l’église Notre-Dame de la Victoire de Lépante où il a été baptisé à Rhodes, on attribue à Pierre Aublé la construction d’une soixantaine de villas à Saint-Raphaël. La station connaît une fréquentation nouvelle entre 1875 et 1895 et la commune n’hésite pas à vendre ses parcelles. La construction des villas s’organise dans des espaces jusqu’alors sauvages autour du centre-ville : le plateau Notre-Dame, les Cazeaux, la corniche du bord de mer, Boulouris, Agay, Valescure, où un réseau de plus de 15 kilomètres d'avenues et de boulevards dessert le parc résidentiel dont les terrains sont commercialisés par la Société Civile des Terrains de Valescure dont Félix Martin est le principal actionnaire. Conseillé par son ami Martin, Pierre Aublé possède de nombreux terrains autour du nouveau littoral résidentiel, appelé à accueillir une clientèle étrangère fortunée ; il les cède aux nouveaux acquéreurs avec l’engagement d’être l’architecte des villas à construire. Il est chargé de la conception d’hôtels et villas à Valescure au profit de médecins parisiens et sur le plateau Notre-Dame et à Boulouris pour une colonie lyonnaise. Un marché de la spéculation est initié et de nombreuses sociétés régionales et locales vont voir le jour. Les nouveaux propriétaires raphaélois sont surtout des médecins, personnalités des arts et sciences, administrateurs et hommes politiques qui vont se regrouper en petites communautés homogènes dont les villas seront les lieux de réception. En 1882, Aublé réalise ses propres bureaux avenue du Maréchal Lyautey, où il s’entoure de 24 employés (dont Béguin et Chacot, qui construiront des villas pour leur propre compte).

## Réalisations
Sauf mentions contraires, les réalisations sont bâties sur la commune de Saint-Raphaël (Var).
(Liste classée en ordre croissant d'années de réalisations).
- 1880 : Grand Hôtel ;
- 1881 : Villa Ferdinand, nommée Villa d'Ars aujourd'hui ;
- 1881 : Villa Janszen ;
- 1882 : Hôtel Exelsior ;
- 1882 : Villa Aublé ;
- 1882 : Villa Forel ;
- 1882 : Villa La Petite Batterie, pour le docteur Bontemps ;
- 1883 : Chapelle Saint-Joseph qui a brûlé en 1893, Valescure, Fréjus ;
- 1883 : Église Notre-Dame de la Victoire ;
- 1883 : Villa Le Vallon ;
- 1883 : Villa L'Ermitage ;
- 1883 : Villa Estérel ;
- 1883 : Villa Notre-Dame ;
- 1883 : Villa Les Mimosas ;
- 1883 : Villa Reichenberg, Valescure, pour l'actrice Suzanne Reichenberg[1] ;
- 1883 : Villa Saint-Joseph ;
- 1884 : Villa Albert ;
- 1884 : Villa Les Anthémis ;
- 1885 : Villa Marie-Louise ;
- 1893 : Villa Les Sphynx, Valescure ;
- 1898 : Villa Call, Valescure ;
- 1905 : Immeuble Winter Palace ;
- 1913 : Villa La Lanterne ;
- Hôtel des Anglais, Valescure ;
- Villa Clythia, Valescure, Fréjus.